# Hōkyō-ji

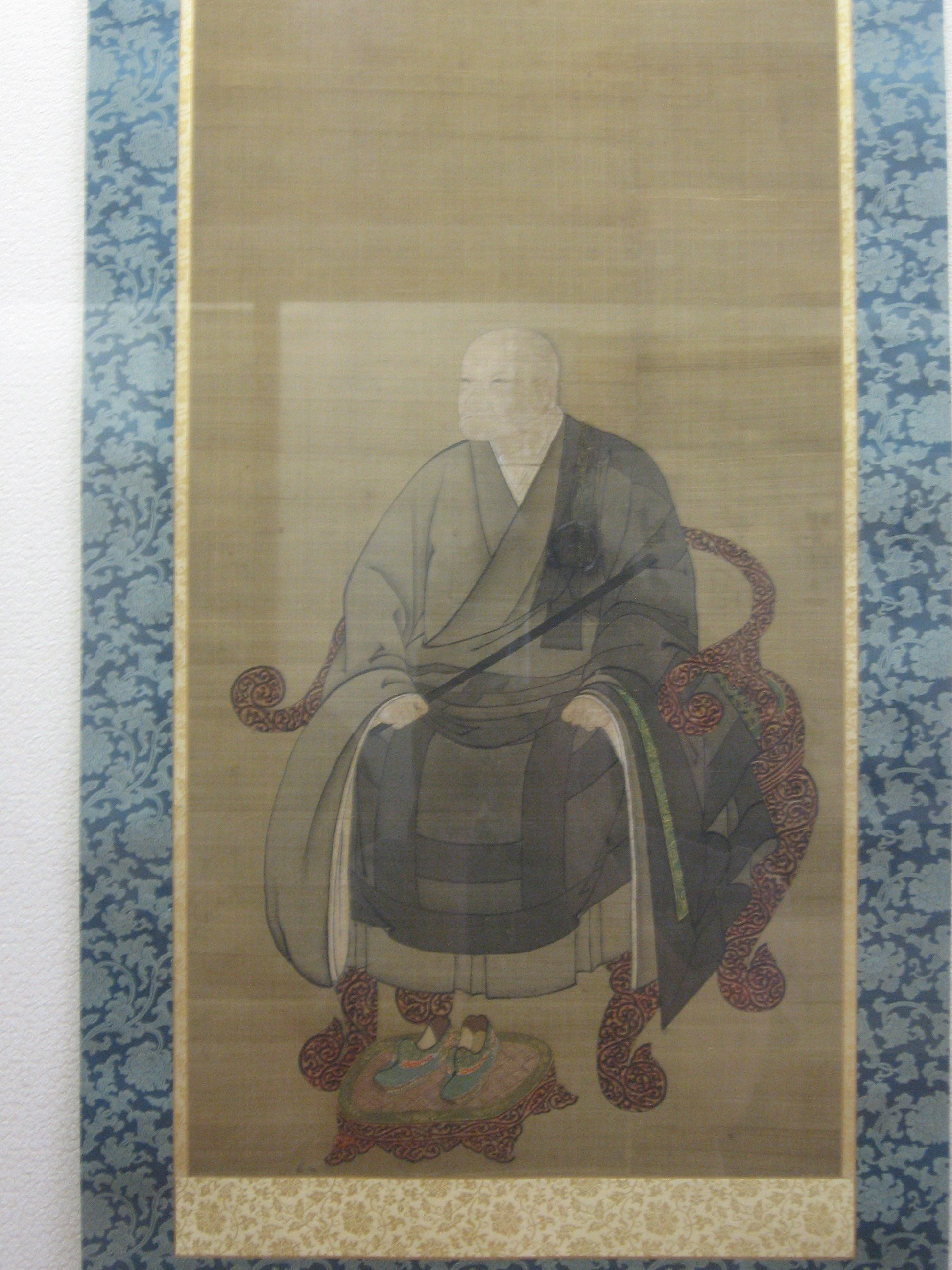
Jakuen

Hōkyō-ji (jap. 寳慶寺) – klasztor szkoły zen tradycji sōtō założony przez Jakuena w rejonie Echizen w prefekturze Fukui. Jeden z najstarszych klasztorów zen w Japonii.

## Historia klasztoru
Klasztor ten znajduje się u stóp góry Ginnapō na początku doliny Ajimi w rejonie Echizen prefektury Fukui.
W 1261 roku Jakuen (chiń. Jiyuan) opuścił klasztor Eihei i udał się na górę Ginnanpō, około 25 kilometrów od Eihei-ji, gdzie jego jedynymi towarzyszami były dzikie zwierzęta. Po jakimś czasie odnalazł go tam Ijira Tomotoshi, przywódca lokalnej rodziny Fujiwara, która panowała w dystrykcie Ōno. W 1278 roku jego syn Tomonari rozpoczął budowę klasztoru dla Jakuena. Klasztor ten otrzymał nazwę Hōkyō, zapożyczoną od nazwy okresu baoqing, w czasie którego Eihei Dōgen studiował w Chinach u mistrza Tiantonga Rujinga. Nazwa sugeruje, że Jakuen pragnął uwiecznić pamięć o Rujingu. 
Około 1280 roku do społeczności mnisiej w tym klasztorze dołączył Giun, który w przyszłości zostanie spadkobiercą Dharmy Jakuena. W 1282 roku również Keizan Jōkin zamieszkał w Hōkyō-ji i tu - jak sam twierdził - pod kierunkiem Jakuena osiągnął swoje oświecenie w 1285 roku. Chociaż został później uczniem Tettsū Gikaia, zawsze czcił Jakuena jako swojego nauczyciela. W 1296 roku Jakuen dokonał przekazu Dharmy dla Giuna. W cztery lata później, tuż przed śmiercią Jakuena, Giun został drugim opatem klasztoru. W czasie pełnienia tej funkcji przez okres 15 lat zyskał zaufanie rodziny Hatano i wprowadził linię przekazu Giuna do Eihei-ji. W 1314 został opatem Eihei-ji i piastował to stanowisko przez 18 lat.
Przez wybór mnicha z Eihei-ji, którym był Jakuen, Ijirowie zademonstrowali życzliwość dla rodu Hatano - potężnej rodziny zarówno w Echizen jak i we władzach siogunatu. W 1278 i 1299 roku Ijira podkreślił swoje przywiązanie do siogunatu ogłaszając, że Hōkyō-ji został wybudowany ku czci regenta Hōjō Tokiyori (1277-1263). Wszelkie dotacje dla klasztoru były jawnym wyrażeniem politycznych intencji. W 1346 roku Ijira podarował klasztorowi wyobrażenia dwu bóstw - Jikokutena (skt Dhritarasztra, strażnika wschodu oraz Tamontena (skt Wajśrawana), strażnika północy. Dary przekazano klasztorowi w imieniu sioguna Ashikagi Takaujiego jako wyraz wdzięczności za poparcie w walce przeciwko Południowemu Dworowi. W 1365 roku Ijirowie darowali klasztorowi nowe tereny jako ofiarę za przyszłe oświecenie właśnie zmarłego Takaujiego. 
Hōkyō-ji służył także jako główne miejsce religijnej praktyki dla rodziny Ijirów. Ich nastawienie religijne było typowe dla ówczesnych warstw wojowników - wykazywało cechy ekskluzywne i eklektyczne. W 1365 roku Ijira zarządził, iż klasztor ten powinien był zawsze związany ze szkołą sōtō i być prowadzony przez opatów, którzy otrzymali przekaz twarzą w twarz od mistrza z linii przekazu Jakuena. Równocześnie jednak zastrzegał, aby dewocjonalne rytuały dla różnych buddyjskich bóstw były wykonywane co pięć dni. Również od 1365 roku Ijira zaczął brać udział w wyborach opatów, aby podkreślić obecności swojej rodziny we wspólnocie mnisiej. Niektórzy z badaczy przypuszczają, że Giun należał do rodu Ijirów.

## Pierwsi opaci Hōkyō-ji
1. Jakuen (zm. 1299)
2. Giun (do 1314 roku)
3. Donki (do 1333 roku)
4. Tōri
5. Giin
6. Kiyū
7. Sosan
8. Kishun
9. Eikyū
10. Eigi
11. Meisan
12. Reiju
13. Erin
14. Kenkō (do 1457 roku)
15. Nyokin
16. Soshi
17. Zenshō
18. Soboku
19. Tōgyoku
20. Ikō (zm. 1572)

Linia przekazu Jakuena rozdzieliła się na dwie gałęzie: Hōkyō-ji i Eihei-ji. Ostatnim opatem Hōkyō-ji, który objął stanowisko opata w Eihei-ji był Donki w roku 1362. Na sto lat obie te linie się rozdzieliły i dopiero Kenkō z Hōkyō-ji został w 1457 roku również opatem Eihei-ji i zajmował to stanowisko do 1468 roku.
Linia Jakuena opatów Eihei-ji przekazywała sobie tekst Busso shōden bosatsukai sahō, będący podręcznikiem ordynacji wskazań i przypomnieniem, że stanowisko opata, czyli "linia klasztorna" i własna linia Dharmy opatów są tym samym. Dlatego każdy opat Eihei-ji przekazywał to stanowisko tylko własnemu wybranemu uczniowi. Gdy Kenkō został opatem Hōkyō-ji, to odziedziczył linię Dharmy poprzedniego opata tego klasztoru - Erina. Gdy jednak został opatem Eihei-ji, to technicznie był człowiekiem z zewnątrz z innej linii przekazu. Kenkō w 1457 roku odziedziczył linię Jakuena z Eihei-ji, co oznaczało zrezygnowanie przez niego z poprzedniej linii przekazu w celu osiągnięcia nowej pozycji w Eihei-ji. W swojej historii linii Jakuena Kenkō zracjonalizował swoją pozycję poprzez zmniejszenie wszelkich różnic pomiędzy tymi dwoma liniami Jakuena. Był opatem Eihei-ji do 1468 roku, po czym opatem został jego uczeń Kenzei (do 1474 roku).

## Adres klasztoru
- 〒912-0434　福井県大野市宝慶寺1-2 (jap.)
- 1 Hōkyōji, Ōno-shi, Fukui-ken, Japonia